# Gérard Genette
Gérard Genette (París, 7 de juny de 1930 - 11 de maig de 2018) va ser un escriptor, crític i teòric literari francès, un dels creadors de la narratologia.

## Trajectòria
Després d'estudiar Lletres, va ser alumne de l'Escola Normal Superior i agregat de Lletres, on va coincidir a Mans amb Jacques Derrida. Ja el 1967, va ser nomenat professor de Literatura francesa a la Sorbona. Més tard, Genette va ser director d'estudis de l'École pratique des hautes études. Va ser, també, codirector de la revista Poétique, fundada per ell mateix i de la col·lecció d'aquest mateix nom, publicacions que han fet molt per renovar d'arrel la crítica literària.
Genette va partir de l'estructuralisme, i se li va associar a aquest moviment impulsat per figures com Roland Barthes i Claude Lévi-Strauss, del qual va adoptar el concepte de bricolatge. A poc a poc, va arribar a construir una interpretació pròpia de la poètica i de la literatura fonamentada en la intertextualitat. Com a crític, exercí un paper fonamental en el progrés dels estudis formals sobre la literarietat i és un dels representants més destacats de la Nouvelle critique. És una figura cabdal en la reintroducció en la crítica del formalisme retòric, que cap a 1967 havia estat del tot relegat, més enllà de 'trop', 'metonímia', que tant havia usat ell mateix.
A través de nombrosos assajos, va estudiar el text, els aspectes del seu llenguatge, morfologia, orígens i mecanismes constitutius. En els tres toms de Figures (1966-1972), que el consagren, explora els diferents aspectes d'una veritable ciència de la narrativa que ell denomina narratologia. També tracta sobre el problema de la classificació dels gèneres literaris a Introduction à l'architexte (1979), i sobre les relacions dels textos amb ells mateixos i amb els altres textos, l'anomenada intertextualitat, a Palimpsestes, la littérature au second degré (1982). Amb Seuils (1987), Genette s'interessa per l'entorn del text en forma de llibre i tot el que l'acompanya i el fa existir en tant que objecte accessible o paratext: així doncs, se centra en la presentació editorial i els diversos textos de comentari.
En altres àmbits —com el polític—, Genette va ser membre del grup Socialisme o barbàrie. El seu influx internacional no ha estat tan gran com altres figures de l'estructuralisme; i la seva obra, es discuteix acadèmicament més aviat en antologies o en escrits que analitzen categories literàries. Però el conjunt dels seus llibres ha obtingut un èxit considerable, perquè va saber trobar un to particular, mescla de dubte i saber, d'erudició i humor, sense excloure mai profunditat d'anàlisi i intenció crítica.
En el seu abecedari irònic de 2006, Bardadrac (paraula inventada per una amiga seva per designar el garbull de la seva bossa de mà), hi incorpora una mica de tot: reflexions sobre la societat i els seus estereotips; records d'infància i joventut (compromesa en política); evocació de grans figures intel·lectuals, com Roland Barthes o Jorge Luis Borges; ciutats, rius, dones, música de tot tipus; consideracions sobre literatura i llenguatge, sobretot en les seves codificacions més difoses i distorsionades.
Els seus llibres han estat publicats, a París, per Éditions du Seuil.

## Obres
- Figures, assaigs, París, Le Seuil, 1966-2002 :
  - Figures I, col. « Tel Quel », 1966 ;
  - Figures II, col. « Tel Quel », 1969 ;
  - Figures III, col. « Poétique », 1972 ;
  - Figures IV, col. « Poétique », 1999 ;
  - Figures V, col. « Poétique », 2002.
- Mimologiques : Voyage en Cratylie, París, Le Seuil, col. « Poétique », 1976.
- Introduction à l'architexte, París, Le Seuil, col. « Poétique », 1979 ; col. « Points essais », 2004.
- Palimpsestes : La Littérature au second degré, París, Le Seuil, col. « Essais », 1982.
- Nouveau Discours du récit, París, Le Seuil, col. « Poétique », 1983.
- Seuils, París, Le Seuil, col. « Poétique », 1987.
- Fiction et diction, París, Le Seuil, col. « Poétique », Paris, Le Seuil, 1991, col. « Points essais », 2004.
- L'Œuvre de l'art (reed., 1 vol., 2010) :
  - 1 : Immanence et transcendance, París, Le Seuil, col. « Poétique », 1994;
  - 2 : La Relation esthétique, París, Le Seuil, col. « Poétique », 1997;
- Métalepse, París, Le Seuil, col. « Poétique », 2004.
- Bardadrac, París, Le Seuil, col. « Fiction & Cie », 2006 ; París, Le Seuil, col. « Essais », 2012.
- Discours du récit, Paris, Le Seuil, col. « Essais », París, 2007 (recull « Discours du récit » (Figures III, p. 71-273) i Nouveau Discours du récit).
- Codicille, Paris, Le Seuil, col. « Fiction & Cie », 2009.
- Apostille, Paris, Le Seuil, col. « Fiction & Cie », 2012.
- Épilogue, Paris, Le Seuil, col. « Fiction & Cie », 2014.
- Postscript, Paris, Le Seuil, col. « Fiction & Cie », 2016.

## Distincions
- Orde de les Arts i les Lletres, en grau d'oficial, 2016.[8]